# Мумбайська суміш
Мумбайська чи Бомбейська суміш, чаначур (chanachur) — це індійська суміш для закусок (намкін), яка складається з різної суміші пряних сушених інгредієнтів, таких як смажена сочевиця, арахіс, нут, нутове борошно гантія, кукурудза, рослинна олія, листковий рис, смажена цибуля та листя каррі. Усе це присмачується сіллю та сумішшю спецій, яка може включати коріандр і насіння гірчиці.

## Варіації
Альтернативні регіональні версії включають:
- У Малайзії та Сінгапурі він відомий як kacang putih. Його можна придбати у придорожніх продавців, а також у магазинах і ресторанах. Сінгапурський супермаркет FairPrice називає свою мумбайську суміш мурукку, що є зовсім іншим продуктом.[2]
- У південних штатах Індії, таких як Таміл Наду і Керала, а також на півночі Шрі-Ланки доступний майже у всіх солодощах і пекарнях. Зазвичай він складається зі смаженого арахісу, тенкужаля,[3] кара боонді,[4] смаженого чана дала, карасева, мурукку, поламаного на маленькі шматочки, пакоди та ома поді.[5]